# Deathbringer (группа)
Deathbringer — англоязычная белорусская метал-группа, играющая в стиле прогрессивный дэт-метал.
Группа основана в 2002 году.

## История
Идея создания группы появилась у Артёма Сердюка в январе 2001 года, но состав группы окончательно сформировался лишь в мае 2002 года. В июне 2002 года группа записывает 3 кавер-версии песен группы Death для трибьюта, выпускаемого белорусским лейблом "Hangar 18", однако сборник так и не выходит.
Запись дебютного альбома начата в апреле 2003 года, а в мае того же года группа даёт первый концерт. В 2004 году запись альбома приостанавливается, и Deathbringer сосредотачивается на концертной деятельности.
Летом 2004 года выходит сингл Keeper of Pain, осенью — сборник демо-версий и концертных записей Circle of What Was.
В августе 2005 группа возобновляет запись дебютного альбома. Работа проходит в польской студии Studio-X. В 2006 году проходит сведение и мастеринг альбома, а в ноябре 2007 альбом Homo Divisus издаётся в России и странах СНГ усилиями Sound Age Productions. После выпуска альбома группа принимает участие в нескольких концертных турах по Польше и Беларуси.
В 2010 году альбом Homo Divisus переиздаётся лейблом MSR Productions, после чего группа отправляется в тур по Польше, Беларуси и Литве.

## Музыканты
Текущий состав
- Артём Сердюк — гитары (также в Disloyal, Thy Disease, Woe Unto Me, Lamented Shade, Amentia; ex-ID:Vision);
- Krzysztof «Kriss» Bendarowicz — барабаны (также в Manipulation, Empatic, ex-Prafuria, ex-Infected);
- Mario «Gone-Tech» Gontaro Bazalar — вокал;
- Александр Горон — бас (также в Amentia, Posthumous Blasphemer);
- Tomasz «Zyclon» Weglewski — бас (live); (ex-Devilyn, ex-Gortal, ex-Hellfire, ex-сессионный басист Hate).

| Сессионные музыканты - Paweł «Virus» Jaroszewicz — барабаны (также в Decapitated, Soul Snatcher, Antigama, ex-Vader, ex-Hell-Born, ex-Rootwater, ex-Thy Disease, ex-Christ Agony, ex-Lost Soul, сессионный музыкант Crionics, Sinful, No Emotions); - Jaroslaw «Jaro» Paprota — барабаны (также в Disloyal); - Вадим «Forneus» Кондратюк — drums (также в ID:Vision, ex-Amentia); - Demian — вокал (также в Nightside Glance). Бывшие участники - Митрий Молочников — вокал (также в Medea, Bitter Joy); - Сергей «Седой» Коваленков — гитары (также в Black Market Fuse); - Вадим Рачко — барабаны; - Виталий «Змей» Силюк — барабаны; - Radoslaw «Rado.Slav» Chrzanowski — гитары (также в Current Leader и Manipulation); - Валерий Позняк — бас; - Артур Юралевич — вокал; - Nikodem «Nikos» Ciesluk — гитары (также в Pigface Beauty). |

## Дискография
- Symbolic Sounds (2002, demo, self-released)
- Circle Of What Was (2004, demo, self-released)
- Keeper Of Pain (2004, demo, self-released)
- Homo Divisus (promo) (2006, demo-promo, self-released)
- Homo Divisus (2007, Sound Age Productions)
- Homo Divisus (2010, re-released, MSR Productions)